# Edvard Bull (Mediziner)

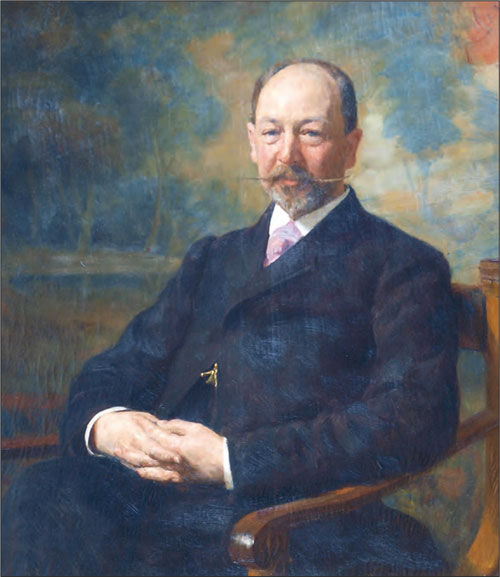
Edvard Isak Hambro Bull (Erik Werenskiold)

Edvard Isak Hambro Bull (* 30. Juni 1845 in Bergen; † 5. Juni 1925 in Oslo) war ein norwegischer Arzt, Vorstandsvorsitzender des Nationaltheaters und Frauenrechtler.

## Leben
Er schloss 1868 seine Ausbildung zum Arzt ab und promovierte 1875. Er praktizierte als Hausarzt in Christiania mit Patienten aus der Oberschicht und Künstlergemeinschaft der Stadt. Ab 1889 war er Theaterarzt am Christiania Theater, dann von 1899 bis zu seinem Tod 1925 Theaterarzt am Nationaltheater. Von Anfang an war er auch Vorstandsmitglied des Nationaltheaters und von 1908 bis 1911 Vorstandsvorsitzender. Er war in den letzten Lebensjahren von Henrik Ibsen dessen Arzt und veröffentlichte Ibsens tre sidste leveaar über Ibsens letzte drei Lebensjahre.
Er war 1884 Mitbegründer und von 1887 bis 1896 Vorstandsmitglied der Frauenrechtsorganisation Norsk Kvinnesaksforening. Er wurde 1924 zum Ehrenmitglied der Vereinigung ernannt.

## Familie
Er war der Vater des Literaturhistorikers Francis Bull und des Historikers und Außenministers Edvard Bull d.Ä.